# Tatort: Schattenhochzeit
Schattenhochzeit ist ein Fernsehfilm aus der Krimireihe Tatort und wurde am 20. März 2005 auf Das Erste zum ersten Mal gesendet. In seinem 4. Fall hat der Kieler Ermittler Klaus Borowski zwei Morde aufzuklären, die ihn zu einer Scheinehe und dem verhängnisvollen Doppelleben eines Bauunternehmers führen.

## Handlung
Mitten in der Nacht wird der Bauunternehmer Ulrich Wahl angerufen und begibt sich unter dem Vorwand, es gäbe ein Problem auf der Baustelle, in eine Apartmentwohnung. Dort erwartet ihn seine junge kubanische Geliebte Teresa völlig verstört. Auf dem Boden des Zimmers liegt ein Toter, der offensichtlich erstochen worden ist.
Damit das gemeinsame Liebesnest und damit Wahls Doppelleben nicht entdeckt wird, hilft er Teresa die Spuren zu beseitigen und die Leiche verschwinden zu lassen. Er verstaut den Mann in dessen Geländewagen und fährt mit ihm auf eine seiner Baustellen. Doch gerade als er dabei ist, die Leiche dort entsorgen zu wollen, erscheint unerwartet ein Wachmann. Wahl will mit dem Wagen flüchten und einen anderen Ort suchen, wo er die Leiche verstecken kann. Als sich der Wachmann Bernd Ruda ihm entgegenstellt, überfährt er ihn.
Am nächsten Morgen wird Ruda auf Wahls Baustelle gefunden. Kriminalhauptkommissar Borowski wird gerufen, der die Ermittlungen gemeinsam mit seinem Assistenten, Kriminalkommissar Alim Zainalow, aufnimmt. Da die Reifenabdrücke des Unfallwagens zu einem sehr ausgefallenen Modell eines Geländewagens gehören, ist der Besitzer schnell ermittelt. Es handelt sich um einen Mann namens Torsten Brück, der mit Teresa verheiratet, aber derzeit verschwunden ist. Wahl hat ihn bei sich eingestellt, obwohl Brück vorbestraft ist und ein Alkoholproblem hat. Angeblich ist er auch schon wochenlang nicht mehr zur Arbeit erschienen. Sein Geländewagen wird bald am Hafen aufgefunden und zeigt eindeutige Unfallspuren. Für die Ermittler stellt es sich zunächst so dar, als ob Brück den Mann überfahren hat, und so wird er zur Fahndung ausgeschrieben. Borowski vermutet, dass er Material aus der Firma stehlen wollte, dabei überrascht worden ist und das den Wachmann, der in dieser Nacht seine Runde später als gewöhnlich absolvierte, das Leben gekostet hat. Der Kommissar lernt bei seinen Ermittlungen auch Teresa kennen, deren Privatleben ihm etwas suspekt erscheint. Da auch Wahls Reaktion auf den Vorfall nicht sehr überrascht ausgefallen ist, ist für Borowski eine Scheinehe zwischen Brück und Teresa offensichtlich. Der Kommissar ahnt die Zusammenhänge: Wahl war geschäftlich oft in Kuba, hat aber eine Ehefrau zu Hause, sodass er Teresa nur über einen Strohmann nach Deutschland hat holen können. Brück ist Alkoholiker, vorbestraft, war nie in Kuba und konnte Geld und Festanstellung gut brauchen. So hat er sich von Wahl als Gegenleistung eine Anstellung und den teuren Geländewagen geben lassen.
Als kurze Zeit später Brücks Leiche gefunden wird und Stichverletzungen aufweist, ist für Borowski klar, dass alles nur so aussehen sollte, als ob Brück den Wachmann überfahren hätte und dann untergetaucht sei. Durch elementare kriminalistische Arbeit gelingt es Alim Zainalow, die Zweitwohnung von Teresa ausfindig zu machen, wo der Hausmeister zu erzählen weiß, dass die junge Frau oft Besuch von einem älteren Herrn bekommen hat. Das veranlasst Borowski, bei Wahl eine gründliche Hausdurchsuchung durchführen zu lassen, was zu aller Überraschung ein blutverschmiertes Messer ans Licht bringt. Nur ist das gefundene Messer nicht die Mordwaffe, es haftet lediglich Blut von Brück daran. So stellt sich am Ende heraus, dass Brück sich nicht mit der Rolle des Scheinehemanns abfinden und Teresa vergewaltigen wollte. Als Teresas heimlicher Freund Rafael Ortiz dazu kam, hat er Brück erstochen und die Mordwaffe mitgenommen. Um Ortiz zu schützen und sich selbst nicht zu verraten, hat Teresa Wahl gegenüber so getan, als ob sie es gewesen wäre. Als Wahl das erfährt, bricht sein Kartenhaus total zusammen. Der Bauunternehmer nimmt seinen Revolver und geht zu Teresa, der er nach dem Vorfall eine andere Zweitwohnung besorgt hatte. Er ertappt sie im Bett mit Rafael Ortiz. Kurz entschlossen schießt er auf ihn und verletzt ihn schwer, aber nicht tödlich. Anschließend flüchtet er mit Teresa als Geisel. Borowski ist ihm auf der Spur und, als er ihn stellt, droht Wahl damit, Teresa zu erschießen. Doch er ergibt sich ohne Widerstand, da Borowski ihm klarmachen kann, wie aussichtslos seine Lage ist.

## Hintergrund
Der Film wurde von Studio Hamburg und dem Norddeutschen Rundfunk produziert und in Kiel und Umgebung gedreht.

## Rezeption

### Einschaltquote
Die Erstausstrahlung von Schattenhochzeit am 20. März 2005 wurde in Deutschland von insgesamt 8,52 Millionen Zuschauern gesehen und erreichte einen Marktanteil von 23,1 Prozent für Das Erste.

### Kritik
Die Kritiker der Fernsehzeitschrift TV Spielfilm beurteilten diesen „kniffligen Kuba-Krimi“ als einen „solide[n] Fall mit einem Kommissar mit Filmriss.“